# Костарика на Светском првенству у атлетици на отвореном 2013.
Костарика је учествовала на Светском првенству у атлетици на отвореном 2013. одржаном у Москви од 10. до 18. августа четрнаести пут, односно на свим првенствима до данас. Репрезентацију Костарика представљао је један такмичар који се такмичио у трци на 400 метара.,
На овом првенству Костарика није освојила ниједну медаљу. Није било нових националних, личних и рекорда сезоне.

## Учесници
Мушкарци :
- Нери Бринс — 400 м

## Резултати

### Мушкарци
| Атлетичар  | Дисциплина | Лични рекорд | Квалификације | Квалификације | Полуфинале | Полуфинале | Финале               | Финале      | Детаљи |
| Атлетичар  | Дисциплина | Лични рекорд | Резултат      | Место         | Резултат   | Место      | Резултат             | Место       | Детаљи |
| ---------- | ---------- | ------------ | ------------- | ------------- | ---------- | ---------- | -------------------- | ----------- | ------ |
| Нери Бринс | 400 м      | 44,65 НР     | 46,16 КВ      | 4. у гр. 1    | 46,34      | 8. у гр. 3 | није се квалификовао | 24 /32 (35) |        |